# Castelo de Rothes

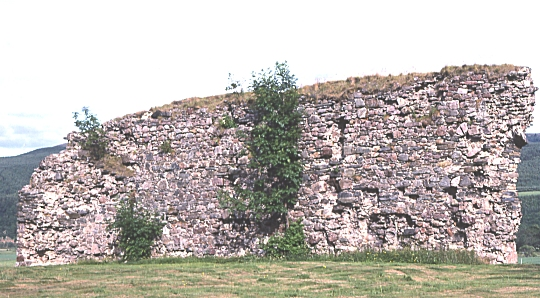
Ruínas da muralha do Castelo de Rothes, Escócia

O Castelo de Rothes (em inglês:  Rothes Castle) é um castelo do século XIII atualmente em ruínas localizado em Rothes, Moray, Escócia.

## História
Foi o local de fixação dos Condes de Rothe e que Eduardo I estabeleceu residência em 29 de julho de 1296.
O castelo foi habitado em 1620 e foi danificado, se não mesmo destruído por James Graham, 1º Marquês de Montrose.
O que resta da estrutura é um pedaço de muralha com 21 metros de comprimento por 1,3 de largura e 7 metros de altura.